# Lamine Senghor
Lamine Senghor (1889-1927) fue un político senegalés.

## Biografía
Nació el 15 de septiembre de 1889 en Joal-Fadiouth, una ciudad costera de Senegal. Antiguo miembro de los tirailleurs senegaleses, Lamine Senghor fue enviado al frente durante la Primera Guerra Mundial. Tras la guerra, permanece en Francia, organizando a sus hermanos de raza y participando activamente en los combates coloniales en Francia, militando en el Partido Comunista de Francia.
En 1926 funda el Comité de defensa de la raza negra (CDRN) y el periódico La Voix des Négres.   
En febrero de 1927, Lamine Senghor participa en el Congreso constituyente de la "Liga contra el imperialismo y la opresión colonial", organizado en Bruselas por Willi Münzenberg, uno de los responsables de la Internacional Comunista. Se sentará al lado de Josiah Tshangana Gumede (ANC/Sudáfrica), Nehru (Congreso Panindio), de Soong Ching-ling (viuda del nacionalista chino Sun Yat Sen), de Hafiz Ramadan Bey (Egipto) y de personalidades tales como Henri Barbusse o Albert Einstein. Lamine Senghor pronunció un discurso notablemente fuerte.
Lamine Senghor tuvo una serie de divergencias con la dirección del PCF, marcado ya en la época por el nacional-chovinismo y el paternalismo hacia las colonias.